# Chorebus buffelsnakensis
Chorebus buffelsnakensis är en stekelart som beskrevs av Fischer 2005. Chorebus buffelsnakensis ingår i släktet Chorebus och familjen bracksteklar. Inga underarter finns listade i Catalogue of Life.